# Objawienia fatimskie

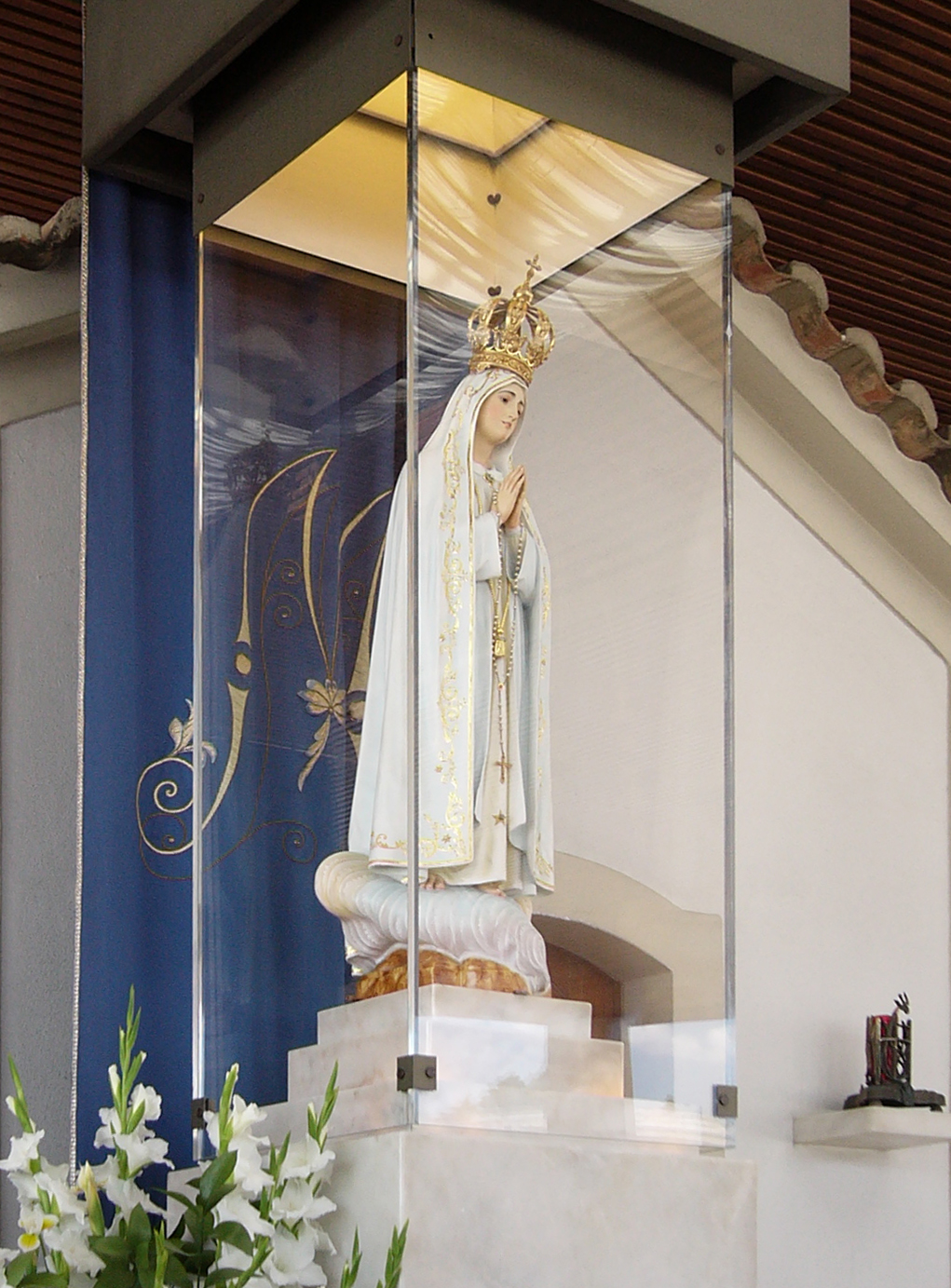
Figura Matki Bożej Fatimskiej

Objawienia fatimskie – seria objawień maryjnych uznanych przez Kościół katolicki, mających miejsce w portugalskim mieście Fatima w okresie od 13 maja do 13 października 1917 roku. Świadkami objawień była trójka dzieci Franciszek i Hiacynta Marto oraz Łucja dos Santos.
Podczas objawień fatimskich według relacji świadków miał mieć miejsce tzw. Cud Słońca, który wedle wersji uznanej przez Kościół katolicki widziany miał być przez około 60 tysięcy osób, zarówno wierzących, jak niewierzących, obecnych na miejscu objawień w Cova da Iria oraz w miejscowościach odległych do 30-40 km. Kościół katolicki po zbadaniu wydarzeń i treści objawień nie znalazł sprzeczności z doktryną i uznał ich autentyczność w październiku 1930 roku.
Według relacji dzieci podczas tych objawień Matka Boża Fatimska miała im przekazać trzy tajemnice fatimskie, które początkowo nie zostały upublicznione. Dwie z nich zostały zapisane i upublicznione w 1941 roku na polecenie biskupa Fatimy. Trzecią z wizji (zapisaną w 1944) upubliczniono w 2000 roku.
Franciszek i Hiacynta zmarli niedługo po objawieniach. Papież Jan Paweł II beatyfikował oboje 13 maja 2000, natomiast papież Franciszek kanonizował ich 13 maja 2017. Łucja wstąpiła do zakonu karmelitanek, zmarła w 2005 roku.

## Tło historyczne
W okresie poprzedzającym objawienia fatimskie Portugalia przeżywała jeden z największych kryzysów w swojej historii. W dniu 1 lutego 1908 roku król Portugalii Karol I (Carlos I) został zamordowany w Lizbonie, wraz ze swoim najstarszym synem, Ludwikiem Filipem (Luísem Filipe). Zamachu dokonali mason Alfredo Costa i Manuel Buiça. Żadna z partii nie przyznała się do zamachu, ale podejrzenia padły na Portugalska Partię Republikańską (Partido Republicano Português) związaną z lożą wolnomularską.
Tron po zamordowanym władcy objął jego syn Manuel II. W ciągu 24 miesięcy jego panowania zmieniło się w Portugalii 7 rządów. W wyniku wyborów parlamentarnych z 28 sierpnia 1910 roku strona rządowa otrzymała 58%, opozycja umiarkowana 33%, a Partia Republikańska tylko 9% głosów. Jednak 5 października 1910 roku Portugalska Partia Republikańska przeprowadziła zbrojny przewrót i przejęła władzę w Portugalii. W czasie tego przewrotu wygnano króla i proklamowano republikę.
Nowe władze od lat nie kryły swoich antykatolickich uprzedzeń. Jeszcze podczas trwania przewrotu, wystąpieniom anty-monarchicznym towarzyszyły napaści (często inspirowane przez loże masońskie) na osoby duchowne i na ludzi wierzących. W wyniku tych aktów agresji zginęło dwóch księży lazarystów, a do końca roku zamordowano co najmniej 15 księży i zakonników. Dodatkowo ponad stu księży zostało brutalnie pobitych, zdemolowano 20 świątyń.
Po ugruntowaniu swojej władzy, nowa Republika ogłosiła oficjalnie wolność wszystkich wyznań. W praktyce jednak na Kościół katolicki spadły ostre represje. Z granic Portugalii wydalono wszystkie zakony. Zamknięto domy modlitwy, szkoły i ośrodki dobroczynne, przejmując je na rzecz państwa. Religię usunięto ze szkół. Cały majątek Kościoła został znacjonalizowany ze świątyniami i kaplicami włącznie. Do odprawiania nabożeństw państwo je bezpłatnie wypożyczało. Księżom zabroniono noszenia szat duchownych poza kościołami i urządzania procesji.
Episkopat protestował w liście pasterskim przeciw zniesieniu świąt i wszystkim powyższym zakazom. Rząd zakazał jednak odczytywania go. Wielu księży nie posłuchało, w efekcie czego usunięto z urzędu biskupa Porto. Także innych biskupów oskarżano o podburzanie księży do strajku. W dalszej kolejności banicją z ich okręgów diecezjalnych ukarano patriarchę Lizbony, arcybiskupa Guardy i administratora diecezji Porto, a w rok później dołączyli do nich biskupi Algarve, Bragi, Portalegre, Lamego i Bragancy, arcybiskup Evory i administrator Coimbry. Biskup Beja zmuszony był opuścić kraj. W rezultacie tych posunięć w 1912 roku żaden portugalski biskup nie urzędował w swej diecezji. Ostatecznie, w 1913 roku, zerwano też stosunki dyplomatyczne ze Stolicą Apostolską.
Niezależnie od wdrażanego naprędce nowego prawa, ujawniły się antyklerykalne bojówki tzw. „Białe Mrówki” (Formigas Brancas), które za wiedzą rządu urządziły w 1914 roku ataki na obchody Świąt Wielkanocnych w kościołach.
Na czele „Białych Mrówek” stał wpływowy członek masonerii Afonso Costa, który był początkowo ministrem sprawiedliwości, a później premierem. Pełne rządy w kraju objął w 1915 roku, po puczu zorganizowanym i kierowanym przez oficerów-masonów. Podczas jego rządów w latach 1915–1917, zamknięto wszystkie redakcje pism katolickich i uniemożliwiono funkcjonowanie diecezjalnych seminariów duchownych. Za samo tylko posiadanie różańca można było trafić do więzienia. W tym czasie „Białe Mrówki” bez żadnych przeszkód atakowały nie tylko osoby duchowne, ale także wiernych świeckich. Spalono w tamtym czasie ponad sto świątyń, a o wiele więcej zostało sprofanowanych i zwyczajnie obrabowanych. Nierzadko wrzucano bomby do kościołów pełnych wiernych. Na skutek działań sponsorowanych przez rząd „nieznanych sprawców” zginęło w Portugalii w latach 1915–1917 dwa razy więcej katolików (świeckich i duchownych) niż żołnierzy portugalskich walczących od marca 1916 r. na frontach I wojny światowej w Europie.
9 marca 1916 roku Niemcy wypowiedziały Portugalii wojnę. W wyniku tego Portugalia przystąpiła do pierwszej wojny światowej po stronie ententy. Działania wojenne armia portugalska prowadziła głównie w koloniach w Angoli i Mozambiku. Portugalski korpus ekspedycyjny walczył też u boku Francji na froncie zachodnim.

## Fatima – miejsce objawień
W czasie objawień Fatima była niewielką osadą pośród gór. Większość zamieszkującej ją ludności była analfabetami. Mieszkańcy pracowali na polach, dzieci zajmowały się wypasem owiec, zaś kobiety spędzały czas na tkaniu i przędzeniu. Mieszkańcy Fatimy odznaczali się religijnością.
Nazwa miasta i parafii jest wersją arabskiego imienia Fátima (فاطمة Fāṭimah). Imię to nosiła m.in. Fatimah bint Muhammad córka proroka Islamu Mahometa.
Geneza tej nazwy sięga czasów rekonkwisty, krwawej wojny między muzułmanami a chrześcijanami toczonej z przerwami od VIII do XV wieku. Imię Fatima nosiła mauretańska księżniczka wzięta do niewoli przez portugalskiego rycerza, Gonçalo Hermiguesa, w czasie jednej z potyczek. Hermigues zabrał ją do małej wioski na wzgórzach Serra de Aire, w niedawno utworzonym Królestwie Portugalii. Według legendy, Fatima zakochała się w swoim porywaczu i postanowiła nawrócić się na chrześcijaństwo, aby wyjść za niego za mąż. Została ochrzczona i otrzymała chrześcijańskie imię Oureana (Oriana). Po jej śmierci Gonçalo nadał wiosce jej muzułmańskie imię.
Fatima niewiele różniłaby się od innych podobnych miejscowości w Portugalii, gdyby nie objawienia maryjne. Pierwsze z nich, mniej znane, miało mieć miejsce w 1758 roku, kiedy to Matka Boża ukazała się niemej pasterce i przywróciła jej głos. Ojciec dziewczynki w podzięce za cud miał wybudować we wsi kaplicę. Niedługo potem w miejscu, gdzie doszło do wyjątkowego spotkania, znaleziono figurę Matki Bożej. Choć odniesiono ją do jednego z lokalnych kościołów, figurka znikała, aby ponownie znaleźć się w tym samym miejscu – w pokrzywach. Właśnie stąd pochodzi nazwa, która dała nazwę sanktuarium: Ortiga (pokrzywa). Rola kaplicy zwiększyła się po 1801 r., kiedy to papież Pius VII ustanowił święto Matki Bożej Pokrzyw, przypadające na pierwszą niedzielę lipca.

## Dzieci – wizjonerzy z Fatimy

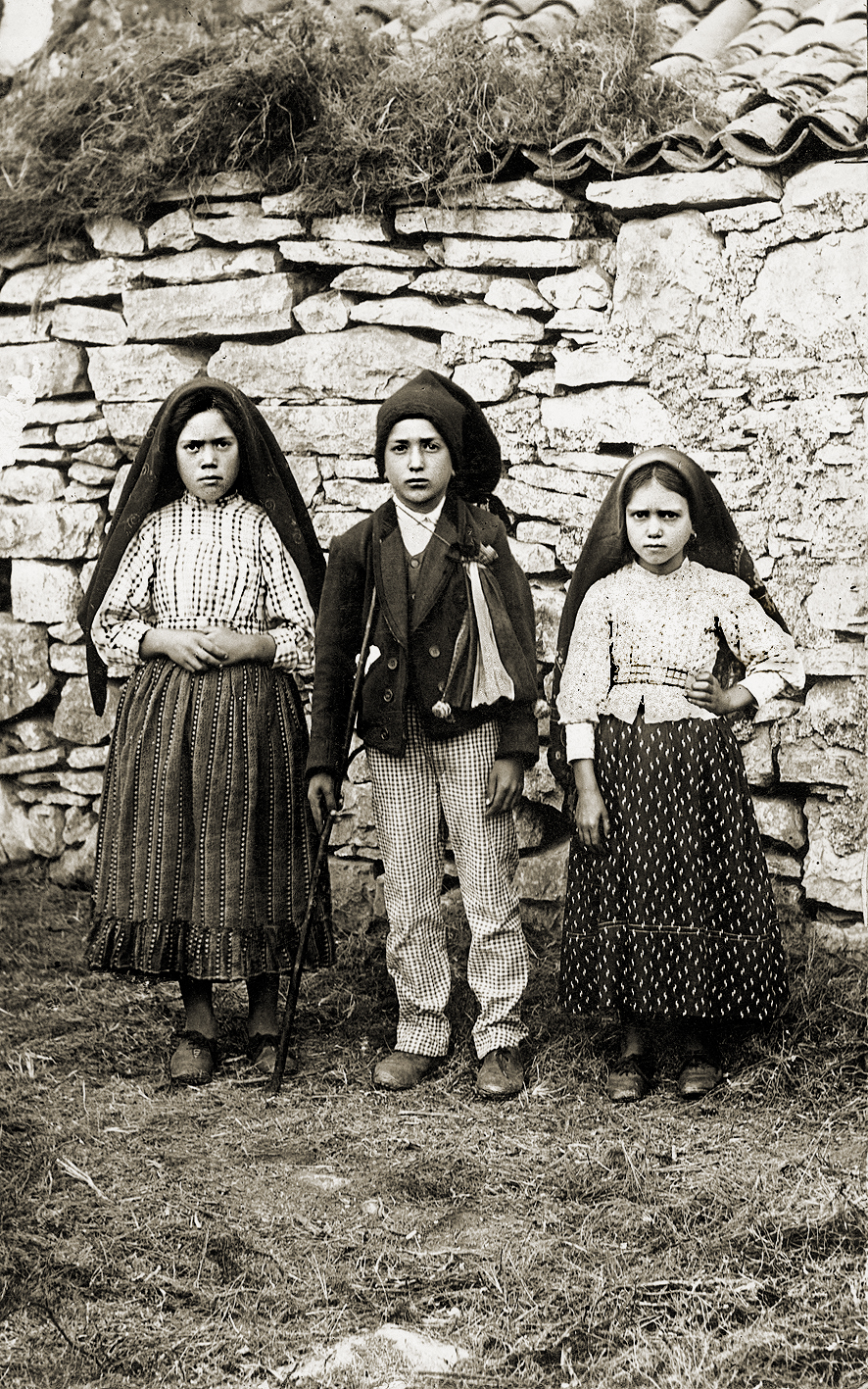
Wizjonerzy Matki Bożej: Łucja dos Santos, Franciszek i Hiacynta Marto

W chwili objawień Najświętszej Maryi Panny, Łucja dos Santos, Franciszek i Hiacynta Marto mieli dziesięć, dziewięć i siedem lat. Cała trójka mieszkała w Aljustrel, w miejscu należącym do parafii fatimskiej. Dzieci nigdy nie chodziły do szkoły i były niepiśmienne. Zajmowały się wypasaniem owiec na wzgórzach.
Objawienia miały miejsce w Cova da Iria (Dolina Pokoju), małym skrawku ziemi należącym do rodziców Łucji, znajdującym się dwa i pół kilometra od Fatimy na drodze do Leirii. Matka Boża ukazała się dzieciom na ostrokrzewie (ilex – karłowatej odmianie dębu), który miał nieco ponad metr wysokości.
Objawienia Matki Bożej były poprzedzone przez objawienia anioła, które miało miejsce przy wzgórzu Cabeço (Loca do Cabeço).
Franciszek widział anioła i Maryję, lecz ich nie słyszał (dziewczynki relacjonowały mu to co słyszały). Hiacynta widziała i słyszała. Łucja natomiast widziała, słyszała i rozmawiała z aniołem i Matką Bożą. Objawienia Matki Bożej miały miejsce około południa.

## Objawienia anioła
Według Łucji dos Santos, ujawnionymi w drugim Wspomnieniu (spisanym w 1937 roku) objawienia maryjne poprzedzone było niezwykłymi znakami. W okresie między kwietniem a październikiem 1915 roku, Łucja wraz z trzema innymi dziewczynkami, Marią Rosą Matias, Teresą Matias i Marią Justiną, zobaczyły ze wzgórza Cabeço, unoszący się ponad lasem w dolinie jakiś „obłok bielszy od śniegu, przezroczysty, w kształcie ludzkiej postaci”. Rok później Łucja wraz kuzynami Franciszkiem i Hiacyntą miała trzy objawienia istoty, która przedstawiła się jako Anioł Pokoju (pierwsze objawienie) oraz Anioł Stróż Portugalii (drugie objawienie).

### Pierwsze objawienie anioła
Zgodnie z relacją Łucji pierwsze objawienie anioła miało miejsce wiosną lub latem 1916 roku, przed grotą przy wzgórzu Cabeço, w pobliżu Aljustrel. Miało następujący przebieg: Dzieci bawiły się przed grotą i nagle zerwał się silny wiatr. Wtedy ujrzały białe światło, w kształcie przezroczystego młodego mężczyzny. Postać zbliżała się w ich stronę stopniowo się materializując. Przybrała postać młodzieńca w wieku około 14–15 lat, wielkiej urody. Młodzieniec poinformował dzieci, że jest Aniołem Pokoju i zaproponował wspólną modlitwę. Dzieci uklękły obok anioła i powtarzały słowa jego modlitwy:
„O mój Boże, wierzę w Ciebie, uwielbiam Ciebie, ufam Tobie, kocham Cię. Proszę Cię, byś wybaczył tym, którzy nie wierzą, którzy Cię nie uwielbiają, którzy Cię nie kochają, którzy Ci nie ufają”.
Po trzykrotnym powtórzeniu tych słów anioł podniósł się i powiedział: „Módlcie się tak. Serca Jezusa i Maryi uważnie słuchają waszych próśb”. Powiedziawszy to zniknął.

### Drugie objawienie anioła
Po raz drugi anioł pojawił się latem 1916 roku, przy studni domu Łucji. Tym razem przedstawił się jako Anioł Stróż Portugalii. Zaapelował by dużo się modliły i ofiarowywały Bogu umartwienia w intencji nawrócenia grzeszników:
„Z wszystkiego, co tylko możecie, zróbcie ofiarę, jako zadośćuczynienie za grzechy, którymi On jest obrażany i dla uproszenia nawrócenia grzeszników. W ten sposób ściągniecie pokój na waszą Ojczyznę”.
Powiedział też: „Przenajświętsze Serca Jezusa i Maryi chcą okazać (światu) przez was miłosierdzie”.

### Trzecie objawienie anioła
Trzecie objawienie miało miejsce na przełomie lata i jesieni 1916 roku przy wzgórzu Cabeço. Dzieci odmawiały modlitwę, którą anioł nauczył ich podczas pierwszego objawienia. Wtedy zobaczyły anioła trzymającego kielich w lewej ręce. Nad kielichem unosiła się hostia, z której spływały krople krwi do kielicha. Zostawiwszy kielich i hostię zawieszone w powietrzu, anioł uklęknął wraz z dziećmi i odmówili modlitwę:
„Przenajświętsza Trójco, Ojcze, Synu, Duchu Święty, wielbię Cię z najgłębszą czcią i ofiaruję Ci najdroższe Ciało, Krew, Duszę i Bóstwo Jezusa Chrystusa, obecnego we wszystkich tabernakulach świata, jako przebłaganie za zniewagi, świętokradztwa i zaniedbania, którymi jest On obrażany! Przez nieskończone zasługi Jego Najświętszego Serca i Niepokalanego Serca Maryi błagam Cię o nawrócenie biednych grzeszników”.
Następnie anioł podał dzieciom hostie i zawartość kielicha mówiąc:
„Przyjmijcie Ciało i Krew Jezusa Chrystusa, okropnie znieważanego przez niewdzięcznych ludzi. Wynagrodźcie ich grzechy i pocieszajcie waszego Boga!”.
Potem schylił się aż do ziemi, powtórzył z dziećmi trzy razy tę samą modlitwę.

## Objawienia Matki Bożej

### 13 maja 1917 – pierwsze objawienie się Matki Bożej
Pierwsze objawienie Matki Bożej trojgu dzieciom nastąpiło 13 maja 1917 roku. Łucja, Franciszek i Hiacynta pilnowały stadka owiec na łąki Cova da Iria, należące do rodziców Łucji. Podczas zabawy przestraszył je błysk światła, który początkowo wzięły za błyskawicę. Postanowiły wraz z owcami powrócić do domu. Kiedy błysk się powtórzył, dzieci ujrzały w koronie dębu skalnego, około metr nad ziemią, kobietę otoczoną świetlną poświatą. Kobieta ubrana była na biało, na suknię narzuciła obszerny szal, podobny do tych jakie nosiły miejscowe kobiety.
Postać przemówiła do nich. Poinformowała, że przychodzi z nieba, ale nie ujawniła jeszcze swojej tożsamości. Dlatego dzieci nazywały ją Piękna Pani. Poprosiła dzieci, aby przychodziły w to miejsce przez 6 kolejnych miesięcy, dnia 13 o tej samej godzinie. Obiecała, że podczas ostatniego spotkania wyjawi kim jest. Łucja zadała kilka pytań, pytając m.in. czy pójdą do nieba. Piękna Pani odparła, że cała trójka pójdzie do nieba, dodając przy Franciszku, że musi wcześniej odmówić wiele różańców. Radziła im też odmawiać różaniec w intencji zakończenia wojny.
Zapytała też, czy chcą ofiarować się Bogu, aby znosić wszystkie cierpienia, które on ześle na nich jako zadośćuczynienie za grzechy, którymi jest obrażany i jako prośba o nawrócenie grzeszników. Kiedy dzieci odpowiedziały twierdząco, oświadczyła: „Będziecie więc musieli wiele cierpieć, ale łaska Boża będzie waszą siłą!”.
Na koniec dzieci padły na kolana odmawiając modlitwę. Kobieta przez jakiś czas przyglądała się im, a na koniec uniosła się ku niebu i wzleciała w górę niknąc w oddali.

### 13 czerwca 1917 – drugie objawienie się Matki Bożej
Łucja postanowiła nie opowiadać o objawieniu nikomu, jednak młodsze dzieci opowiedziały o wszystkim rodzicom. Wieść się rozniosła. Rodzina Łucji nie przyjęła tej informacji dobrze. Matka zarzucała jej kłamstwo i kazała wszystko odwołać – jednak Łucja odmówiła. 13 czerwca miało miejsce kolejne objawienie; tym razem dzieciom towarzyszyli zaciekawieni dorośli.
Według dzieci, objawienie znów zostało poprzedzone przez odblask światła (który wcześniej dzieci wzięły za błyskawice), a następnie ponad ostrokrzewem dzieci miały zobaczyć świetlną postać, zupełnie podobną do postaci z maja. Łucja pierwsza zobaczyła Piękną Panią i wskazała ją pozostałym dzieciom. Dorośli nie widzieli Matki Bożej, ale zauważyli, że pomimo bezchmurnego nieba słońce zaczyna gasnąć, zaś korona krzewu ugina się.
Matka Boża przemawiając do dzieci poprosiła, żeby przyszły w to samo miejsce za miesiąc i żeby codziennie odmawiały różaniec. Zaapelowała też by nauczyły się czytać. Zapytana przez Łucję odpowiedziała, że jej kuzyni wkrótce trafią do nieba, jednak ona sama będzie musiała jeszcze poczekać, ponieważ ma do wykonania zadanie – upowszechnienie kultu Niepokalanego Serca Matki Bożej. Kiedy Matka Boża odchodziła, dzieci ujrzały w jej dłoniach Niepokalane Serce w koronie z cierni.

### 13 lipca 1917 – trzecie objawienie się Matki Bożej
Matka Łucji nadal odnosiła się do niej nieprzychylnie. Następnego dnia po drugim objawieniu zaprowadziła ją do proboszcza. Proboszcz ostrzegł dziewczynkę, że wizje może jej zsyłać diabeł, czym bardzo Łucję przestraszył.
Niemniej jednak, 13 lipca 1917, dziewczynka wraz z Franciszkiem i Hiacyntą znowu udała się do Cova da Iria na miejsce objawień. Na miejscu czekało też około 3 tysiące ludzi, w tym rodzice dzieci.
Piękna Pani poprosiła dzieci, by nadal przychodziły tu 13 każdego miesiąca. Ponowiła też prośbę by codziennie odmawiały różaniec na cześć Naszej Pani Różańcowej (Nossa Senhora do Rosário, tytuł tłumaczony zwykle na język polski jako „Matka Boża Różańcowa”), by prosić o pokój na świecie i zakończenie wojny. Łucja poprosiła ją, by powiedziała kim jest. W odpowiedzi usłyszała: „Przychodźcie tutaj w dalszym ciągu co miesiąc! W październiku powiem, kim jestem i czego chcę, i uczynię cud, aby wszyscy uwierzyli”.
Podczas tego objawienia ujawnione zostały „tajemnice fatimskie”. Według zapisków Łucji, Matka Boża roztoczyła przed dziećmi przerażającą wizję piekła. Zapewniła, że dzięki kultowi Niepokalanego Serca wiele dusz uniknie potępienia. Poinformowała, że wojna dobiega końca, ale jeśli ludzie nadal będą obrażać Boga za pontyfikatu papieża Piusa XI wybuchnie jeszcze straszniejsza wojna (kiedy to mówiła papieżem był Benedykt XV). Aby temu zapobiec konieczne jest poświęcenie Rosji Niepokalanemu Sercu Matki Bożej i Komunia św. wynagradzająca w pierwsze soboty miesiąca. Jeżeli te życzenia zostaną spełnione, Rosja nawróci się i zapanuje pokój, jeżeli nie, „bezbożna propaganda rozszerzy swe błędne nauki po świecie, wywołując wojny i prześladowanie Kościoła. Dobrzy będą męczeni, a Ojciec Święty będzie miał wiele do cierpienia”. Niektóre narody zginą. Na koniec jednak, jak zapewniła: „Moje Niepokalane Serce zatriumfuje”. Zapowiedziała, że Ojciec Święty w końcu poświęci jej Rosję, która się nawróci i przez pewien czas zapanuje pokój na świecie, a także że „w Portugalii będzie zawsze zachowany dogmat wiary”.
Matka Boża przekazała także dzieciom ostatnią tajemnicę, wyłącznie do ich wiadomości.
Dodatkowo Matka Boża poinstruowała dzieci by odmawiając różaniec po każdej tajemnicy, odmawiały następującą modlitwę:
„O mój Jezu, przebacz nam nasze grzechy, zachowaj nas od ognia piekielnego, zaprowadź wszystkie dusze do nieba, a szczególnie te, które najbardziej potrzebują Twojego miłosierdzia”.

### 19 sierpnia 1917 – czwarte objawienie się Matki Bożej
Wydarzenia w Fatimie wywołały niepokój antyklerykalnych władz Portugalii. Lokalni urzędnicy uznali, że trzeba zdusić w zarodku rodzący się kult w okolicach Fatimy. 13 sierpnia 1917 roku w Aljustrel zjawił się burmistrz Ourem i zaproponował, że osobiście zawiezie dzieci na miejsce objawienia, jednak zawiózł je do swojego domu, gdzie przez dwa dni je więził i groził, że jeśli nie wyjawią mu tajemnicy będą się smażyć w oleju. Dzieci nie dały się zastraszyć. 15 sierpnia zarządca odwiózł je do domu. W ten sposób dzieci nie mogły jednak zjawić w Cova da Iria w wyznaczonym przez Matkę Bożą terminie.
Kolejne objawienie miało więc miejsce 19 sierpnia w dolinie Valinhos. Piękna Pani kolejny raz prosiła pastuszków by przychodzili do Cova da Iria 13-tego każdego miesiąca i odmawiali codziennie różaniec. Zapowiedziała, że podczas ostatniego z objawień uczyni cud, aby wszyscy uwierzyli. Dzieci zapytały co robić z pieniędzmi, które ludzie zostawiają w Cova da Iria. Matka Boża odpowiedziała, żeby zrobić dwa przenośne ołtarzyki. Jeden miała nosić Łucja z Hiacyntą i dwie inne dziewczynki ubrane na biało, drugi Franciszek i trzech chłopczyków. Pieniądze, które ofiarują na te ołtarzyki, są przeznaczone na święto Matki Boskiej Różańcowej, a reszta na budowę kaplicy, która ma tutaj powstać. Matka Boża obiecała też uzdrowić kilku chorych.
Na koniec przybierając smutny wyraz twarzy powiedziała: „Módlcie, módlcie się wiele, czyńcie ofiary za grzeszników, bo wiele dusz idzie na wieczne potępienie, bo nie mają nikogo, kto by się za nie ofiarował i modlił”.

### 13 września 1917 – piąte objawienie się Matki Bożej
13 września dzieci znowu zjawiły się w Cova da Iria. Towarzyszyło im 30 tysięcy osób. Niektórzy prosili o przekazanie Matce Bożej próśb o uzdrowienie swoje lub bliskich.
Matka Boża przemawiając do dzieci obiecała im, że podczas następnego spotkania ujrzą Pana, Matkę Boską Bolesną, Matkę Boską z Karmelu i św. Józefa z dzieciątkiem. Prosiła ich także aby nadal odmawiali różaniec, ponieważ to on zakończy wojnę. Obiecała też uzdrowić niektórych chorych.

### 13 października 1917 – szóste objawienie się Matki Bożej
13 października w okolicach Cova da Iria zebrało się około 70 tysięcy ludzi, którzy modlili się i śpiewali. Wielu oczekiwało na obiecany przez Matkę Bożą cud. Byli też przedstawiciele rządowej prasy, którzy liczyli na to, że żadnego cudu nie będzie i dzieci się skompromitują.
Matka Boża przybyła tak jak zawsze i ukazała się dzieciom. Ujawniła, że jest Naszą Panią Różańcową (po polsku nazywaną Matką Bożą Różańcową). Nakazała wybudować w tym miejscu kaplicę na Jej cześć. Powiedziała także, że wojna dobiega końca, a żołnierze wkrótce wrócą do domów. Ostatnie Jej słowa brzmiały: „Niech przestaną obrażać Boga, On zniósł już zbyt wiele zniewag”. Po tych słowach uniosła się ku słońcu, które przedarło się w tej chwili przez chmury. Obok słońca dzieci zobaczyły św. Józefa z Dzieciątkiem Jezus błogosławiących światu, Maryję pod postacią Matki Boskiej Bolesnej, a następnie Matki Boskiej z Góry Karmel, aż wreszcie dorosłego Pana Jezusa.
Wtedy też zdarzył się Cud Słońca, dzięki któremu cała Portugalia uwierzyła w objawienia. Według relacji, tarcza słońca zawirowała, a potem słońce krążyło wokół własnej osi z zawrotną szybkością. Ludzie byli przerażeni. Zachowując tempo rotacji, słońce oderwało się od firmamentu, przybrało czerwony kolor i zbliżało się do ziemi, jak gdyby miało spaść. Ludzie zaczęli krzyczeć z przerażenia. Niektórzy zaczęli się głośno spowiadać ze swoich grzechów, sądząc, że „to jest koniec świata”. Wielu stało, lecz wielu klęczało i płakało, modląc się.

## Reakcja władz w Portugalii
Ateistyczne władze były zaskoczone i przestraszone rozwojem wydarzeń w Fatimie. 13 sierpnia 1917 roku, jeden z lokalnych urzędników aresztował dzieci usiłując je zastraszyć i zmusić do przyznania się, iż wszystko zmyśliły. Jednak ani groźba śmierci ani tortur nic nie dała. Dzieci zostały w końcu wypuszczone.
13 października 1917 roku, kiedy miał się zdarzyć Cud Słońca, na miejsce objawień zaczęły napływać tłumy ludzi. Władze Portugalii zrobiły wszystko, aby przez akcję propagandową i zastraszenie nie dopuścić do zgromadzenia. Wysłano kilka tysięcy żołnierzy, aby blokowali drogi prowadzące do miejsca objawień i nie pozwalali ludziom tam się zgromadzić. Jednak napływ pielgrzymów był tak wielki, że wszystkie działania władz okazały się nieskuteczne.
Kiedy wydarzył się zapowiadany Cud Słońca, wielu ludzi, także ateistów zaczęło się masowo nawracać. Wywołało to panikę władz, które swoje rządy opierały na antyklerykalizmie. W środkach masowego przekazu usiłowano ośmieszyć to wydarzenie oraz dziesiątki tysięcy jego świadków. Wydawano biuletyny i pamflety wyszydzające objawienia, albo nadające im formę spisku lub manipulacji dokonanej przez jezuitów. Równocześnie zdarzały się zamachy bombowe w kościołach i próby zastraszania. W 1922 r. agenci rządowi wysadzili w powietrze kaplicę zbudowaną na miejscu objawień.

## Dalsze losy dzieci

### Franciszek i Hiacynta Marto
W październiku 1918 Franciszek Marto zapadł na grypę zwaną „hiszpanką”. Chorował do wiosny 1919 r. 2 kwietnia Franciszek przystąpił do pierwszej spowiedzi, a następnego dnia przyjął Pierwszą Komunię Świętą. Zmarł 4 kwietnia 1919 roku. Został pochowany na cmentarzu w Fatimie. 17 lutego 1952 roku nastąpiła ekshumacja jego ciała, które 13 marca przeniesiono do fatimskiej bazyliki.
W tym samym czasie Hiacynta, także zaraziła się grypą „hiszpanką”. Od 1 lipca do 31 sierpnia 1919 przebywała ona w szpitalu w Vila Nova de Ourém. W styczniu 1920 roku trafiła do ochronki M.B. Cudownej w Lizbonie, a stamtąd do szpitala D. Estefânia. Przeszła tam operację usunięcia dwóch żeber, która przyniosła bolesne komplikacje. Zmarła 20 lutego 1920 roku o godzinie 22.30, a przed śmiercią zdążyła przystąpić do pierwszej w życiu spowiedzi. Cztery dni później została pochowana w Vila Nova de Ourém. 12 września 1935 jej ciało przeniesiono na cmentarz w Fatimie i złożono obok ciała Franciszka, skąd 1 maja 1951 roku zostało przeniesione do bazyliki.
Według relacji rodziny, Hiacyncie, w trakcie choroby Matka Boża objawiła się trzy razy. Według Łucji, Hiacynta miała też wcześniej objawienia prywatne. Treścią tych objawień było cierpienie Ojca Świętego oraz wizja zbliżającej się wojny. Zwierzyła się kiedyś Łucji, że myśli o wojnie, w czasie której: „Bardzo wielu ludzi umrze i prawie wszyscy pójdą do piekła! Wiele domów zostanie zrównanych z ziemią i wielu księży zabitych (...)”. Być może była to zapowiedź II wojny światowej.
Proces beatyfikacyjny rodzeństwa trwał w latach 1952–1979. Zakończył się promulgacją dekretu Kongregacji Spraw Kanonizacyjnych o heroiczności ich cnót. W 1999 r. została uznana autentyczność pierwszego z cudów za ich przyczyną, dotyczącego uzdrowienia franciszkańskiej tercjarki Marii Emilii Santos, która przez 20 lat pozostawała unieruchomiona z powodu choroby kości.
Jan Paweł II beatyfikował Franciszka i Hiacyntę Marto 13 maja 2000 roku w Fatimie podczas swojej wizyty w Jubileuszowym Roku 2000.
Następny cud uznany w procesie kanonizacyjnym dotyczył uzdrowienia brazylijskiego chłopca, do którego doszło w 2007 r. Wówczas, w trzy dni po tragicznym wypadku, podczas którego chłopiec wypadł z okna i doznał poważnych uszkodzeń mózgu, które groziły utratą życia lub głęboką niepełnosprawnością, dziecko w niewytłumaczalny sposób odzyskało zdrowie i sprawność.
Papież Franciszek kanonizował ich 13 maja 2017.

### Łucja dos Santos
17 czerwca 1921 Łucja opuściła Fatimę i wyjechała do szkoły prowadzonej przez Siostry Doroteuszki w Porto. Chciała wypełnić polecenia Matki Bożej, która nakazała jej nauczyć się czytać (II objawienie). Spełniła też polecenie miejscowego biskupa, który nie chciał wzbudzać niepotrzebnych sensacji wokół objawień.
W 1925 roku wstąpiła do Zgromadzenia Sióstr św. Doroty w Vilar (Porto), a w 1948 za specjalnym pozwoleniem papieża Piusa XII Łucja odeszła ze zgromadzenia św. Doroty i wstąpiła do zakonu Najświętszej Maryi Panny z Góry Karmel w Coimbrze. Przyjęła w zakonie imię siostry Marii Łucji od Jezusa i Niepokalanego Serca Maryi.

#### Kolejne objawienia
Według relacji siostry Łucji, 10 grudnia 1925 Matka Boża ukazała się w towarzystwie Dzieciątka Jezus, by wyrazić życzenie wprowadzenia w Kościele nabożeństwa pierwszych sobót miesiąca, poświęconych Jej Niepokalanemu Sercu, a także Komunii św. wynagradzającej. Z praktyką tego nabożeństwa Matka Boża związała liczne łaski.
15 lutego 1926 roku, Dzieciątko Jezus objawiło się Siostrze Łucji ponownie, pytając się czy ona jest już gotowa, aby upowszechnić nabożeństwo do Jego Najświętszej Matki.
Kolejny raz Matka Najświętsza ukazała się Łucji w 1927 roku. Dała jej pozwolenie na ogłoszenie pierwszych dwóch części orędzia fatimskiego: wizji anioła, obietnic zabrania dzieci do nieba, wizji piekła, zapowiedzi następnej wojny, męczeństwa chrześcijan, prześladowania Kościoła i Ojca Świętego oraz rozpowszechnienia się komunizmu i ateizmu. Wszystko to uprzednio było trzymane w tajemnicy.
13 czerwca 1929 roku siostra Łucja przebywająca w klasztorze w Tuy, otrzymała kolejne objawienia, w których orędzie fatimskie zostało ukoronowane wizją Trójcy Przenajświętszej. Usłyszała słowa: „Przyszła chwila, w której Bóg wzywa Ojca Świętego, aby wspólnie z biskupami całego świata poświęcił Rosję memu Niepokalanemu Sercu. Obiecuje ją uratować za pomocą tego środka. Tak wiele dusz zostaje potępionych przez sprawiedliwość Bożą z powodu grzechów przeciwko mnie popełnionych. Przychodzę więc prosić o zadośćuczynienie. Ofiaruj się w tej intencji i módl się”.
Prawdopodobnie objawienia z 1929 roku, nie było ostatnim widzeniem Maryi przez siostrę Łucję, ponieważ w innych jej wspomnieniach znajdujemy notatki o rozmowach z Jezusem, o przynagleniach, aby papież dokonał zawierzenia Rosji Niepokalanemu Sercu Maryi.

#### Relacja Łucji o objawieniach
Siostra Łucja kilkakrotnie opisywała objawienia, ale nie za każdym razem tak samo. W kolejnych opublikowanych Wspomnieniach rozwijała niektóre wątki. Czyniła to w posłuszeństwie biskupowi, na jego wyraźne życzenie, aby zajęła się jakimś konkretnym fragmentem.
Pierwsze Wspomnienie spisała przed Bożym Narodzeniem 1935 roku, niedługo po pierwszej ekshumacji Hiacynty. Do powstania tego dokumentu przyczynił się list s. Łucji do biskupa, w którym dziękowała mu za przesłane zdjęcie zmarłej Hiacynty. Biskup, poruszony listem, polecił Łucji spisanie o Hiacyncie wszystkiego, co zapamiętała. Ta pierwsza relacja Łucji o Hiacyncie utwierdziła biskupa w przekonaniu, że siostra Łucja jeszcze wiele spraw zachowuje w tajemnicy. Dlatego później, wskutek ponawianych nakazów biskupa, siostra Łucja stopniowo wyjawiała różne szczegóły objawień.
Dwa lata później biskup Leirii uznał, że wydarzenia fatimskie powinny być głębiej przestudiowane, zwrócił się do Łucji, aby opisała historię swego życia z uwzględnieniem objawień Matki Bożej, zgodnie z ich przebiegiem. Łucja posłusznie spisała wówczas drugie Wspomnienie (1937) składające się z 38 stron. W tym Wspomnieniu Łucja po raz pierwszy opowiedziała o objawieniach anioła, wywołując wielkie poruszenie. Zaskoczony biskup zarządził oficjalne przesłuchanie s. Łucji, polecił jej także, aby przypomniała sobie wszystko, co jeszcze pamięta o Hiacyncie.
Tym sposobem powstało trzecie Wspomnienie (31 sierpnia 1941). W tym „Wspomnieniu” wyjawiła dwie pierwsze części tajemnicy, które nigdy przedtem nie zostały ujawnione, to znaczy – wizję piekła i kult Niepokalanego Serca Maryi. Były w nim również nowe fakty i znacznie więcej szczegółów dotyczących objawień. Łucja pisze w nim o „nocy oświetlonej nieznanym światłem”, które to zjawisko zaistniało 25 stycznia 1938 r., i w opinii Siostry było zapowiedzią zbliżającego się wybuchu II wojny światowej – co Matka Boża zapowiedziała 13 lipca 1917 r.
Na końcu tego wspomnienia s. Łucja dodała, aby przypomniano papieżowi o poświęceniu Rosji Matce Bożej. Biskup Leirii, José Alves Correia da Silva, osobiście napisał w tej sprawie do papieża Piusa XI.
Wreszcie powstało czwarte Wspomnienie, najobszerniejsze, również napisane na polecenie przełożonych i biskupa. Biskup Jose Alves Correia do Silva zlecił Siostrze Łucji spisanie wszystkiego, co pamięta w odniesieniu do swego zmarłego brata Franciszka, na wzór poprzedniej relacji o Hiacyncie. Łucja otrzymała również polecenie spisania dalszych szczegółów o objawieniach anioła i zanotowania wszystkiego, co sobie jeszcze przypomina o Hiacyncie, a także spisanie dalszej historii objawień. W tym Wspomnieniu siostra Łucja przemilczała świadomie tylko trzecią część tajemnicy – o papieżu, który będzie cierpiał.

#### Poświęcenie Rosji Niepokalanemu Sercu Maryi
Już w trzecim objawieniu w Fatimie, 13 lipca 1917 roku, Matka Boża poinformowała dzieci, że ważne dla pokoju na świecie jest poświęcenie Rosji Jej Niepokalanemu Sercu. Dodając, że w przeciwnym razie: rozsieje ona swoje błędy po całym świecie, prowokując wojny i prześladowania skierowane przeciw Kościołowi; dobrzy będą wydani na męczeństwo, Ojciec Święty będzie wiele cierpiał, wiele narodów będzie unicestwionych. Matka Boża dodała ponadto, że jeśli jej życzenie zostanie spełnione Rosja się nawróci i zapanuje pokój na świecie.
13 czerwca 1929 roku, podczas ponownego objawienia, Matka Boża powróciła, odwiedzając s. Łucję w Tuy i przekazała wizjonerce swoje życzenie: Bóg wzywa Ojca Świętego, aby wspólnie z biskupami całego świata poświęcił Rosję Memu Niepokalanemu Sercu.
Siostra Łucja przekazała za pośrednictwem swych spowiedników i biskupa Leirii prośbę Matki Bożej papieżowi Piusowi XI. Pius XI był papieżem, który w październiku 1930 roku uznał objawienia fatimskie za autentyczne, jednak nie zdecydował się na spełnienie prośby o poświęceniu Rosji.
Kiedy nowym papieżem został Pius XII, Łucja napisała do niego list, upominając się o konieczność konsekracji Rosji. Prośbę tę papież spełnił, ale tylko częściowo w 1942 roku, poświęcając narody świata Niepokalanemu Sercu Maryi. Trwała właśnie II wojna światowa, którą sam papież określił jako „wojnę dwóch szatanów”, ale nie odważył się oddzielnie wspomnieć o Rosji.
W 1952 roku Pius XII powtórzył akt poświęcenia, tym razem wymieniając „wszystkie narody w Rosji”, ale według Łucji wola Matki Bożej nie została w pełni wypełniona, ponieważ nie dokonał tego w łączności ze wszystkimi biskupami Kościoła katolickiego.
Kolejni papieże, choć okazywali szacunek objawieniom w Fatimie nie zdecydowali się na spełnienie prośby Łucji.
Dopiero Jan Paweł II, który początkowo nie interesował się specjalnie Fatimą, zainteresował się nią po zamachu z 13 maja 1981 roku (przepowiedzianym w III tajemnicy fatimskiej). Zdecydował się ponowić akt konsekracji Rosji. 25 marca 1984 r. Jan Paweł II w duchowej jedności ze wszystkimi biskupami świata (uprzednio do tego wezwanymi) zawierzył świat Maryi. Siostra Łucja osobiście potwierdziła, że taki uroczysty i powszechny akt odpowiadał temu, czego żądała Matka Boża. Jednocześnie dodała, że akt ten ustrzegł świat od wojny atomowej. Jednak we wrześniu 1985 roku w wywiadzie opublikowanym na łamach „Sol de Fatima” (wydawanego w Hiszpanii przez Błękitną Armię) s. Łucja stwierdziła, że poświęcenie wciąż nie zostało przeprowadzone, ponieważ w trakcie ceremonii z roku 1984 nie wspomniano o Rosji, a ponadto nie uczestniczyli w niej katoliccy biskupi z całego świata.

#### Śmierć Łucji
Łucja zmarła 13 lutego 2005 w Coimbrze. Po jej śmierci w Portugalii ogłoszono żałobę narodową. 13 lutego 2008, w trzecią rocznicę śmierci Łucji dos Santos, papież Benedykt XVI rozpoczął jej proces beatyfikacyjny.

## Chronologia wydarzeń

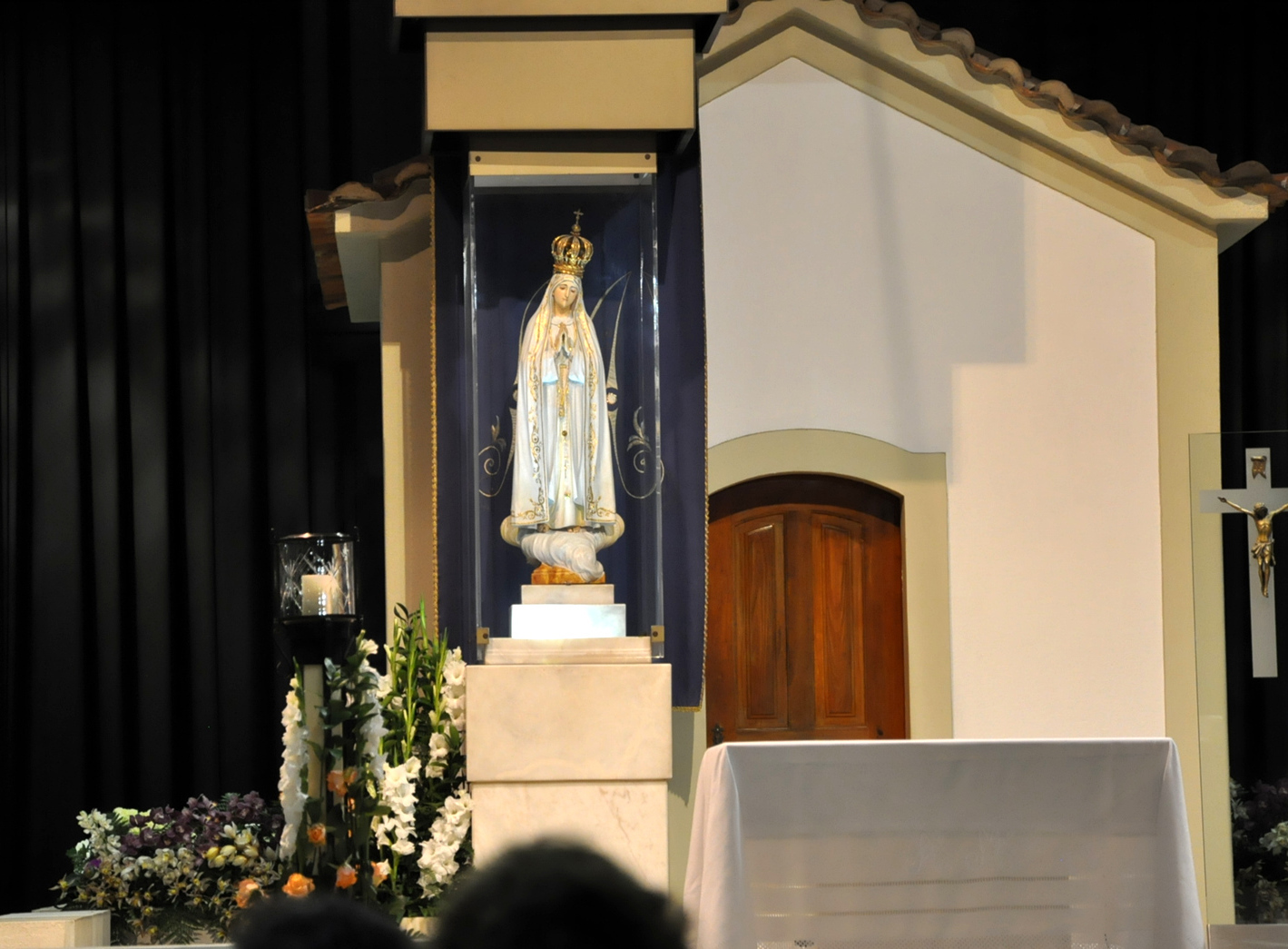
Matka Boża w Kaplicy Objawień

- 13 maja 1917 – pierwsze objawienie Matki Bożej trójce pasterzy z Fatimy[88][34], w tym dniu także biskupem został Eugenio Pacelli, późniejszy papież Pius XII zwany „fatimskim papieżem”[36][89]
- 13 października 1917 – ostatnie relacjonowane objawienie Matki Bożej trójce pasterzy z Fatimy, Cud Słońca. Cud (tzw. taniec Słońca) był widziany przez 70 000 osób[10][90], wśród nich byli dziennikarze bardzo sceptyczni do objawień, którzy zostali zdumieni tym zjawiskiem. Dziennikarz Avelino de Almeida, z antyklerykalnego pisma O seculo, powtarzał wiele razy w swojej relacji: „Widziałem to... Widziałem to...”[91][92]
- 4 kwietnia 1919 – umiera Franciszek Marto[66]
- 28 kwietnia 1919 – początek budowy kaplicy w miejscu pięciu z sześciu objawień
- 20 lutego 1920 – umiera Hiacynta Marto[68]
- 13 października 1921 – pierwsze pozwolenie na odprawienie Mszy w tym miejscu
- 13 czerwca 1929 – Matka Boża ponownie ukazuje się Łucji. Prośba o poświęcenie Rosji Jej Niepokalanemu Sercu[93]
- 13 października 1930 – biskup Leirii zezwolił na kult Matki Bożej z Fatimy[3][94]
- 13 maja 1931 – pierwsze poświęcenie Portugalii Niepokalanemu Sercu Maryi, uczynione przez Episkopat kraju, mające związek z objawieniami[95]. W wydarzeniu tym uczestniczy ok. 300 tys. wiernych[94]
- 31 sierpnia 1941 – Łucja publikuje trzecie Wspomnienie. Ujawnia w nim dwie z trzech tajemnic fatimskich
- 31 października 1942 – Pius XII poświęcił świat Niepokalanemu Sercu Maryi[96][97]
- 4 maja 1944 – papież Pius XII ustanowił święto Niepokalanego Serca Najświętszej Maryi Panny[98][99]
- 1952 – Pius XII powtórzył akt, tym razem wymieniając „wszystkie narody w Rosji”[82]
- 13 grudnia 1962 roku – papież Jan XXIII ustanowił święto Fatimskiej Matki Bożej Różańcowej[100]
- 13 maja 1967 – Paweł VI podczas swojej 4. podróży apostolskiej udał się do Fatimy w 50. rocznicę objawień[101], aby prosić o pokój na świecie oraz o jedność Kościoła[102]
- 12 i 13 maja 1982 – Jan Paweł II udał się do Fatimy jako pielgrzym, aby podziękować za ujście z życiem po zamachu na Placu Św. Piotra[103]
- 25 marca 1984 – Jan Paweł II w duchowej jedności ze wszystkimi biskupami świata (uprzednio do tego wezwanymi) zawierzył świat Matce Bożej[85]
- 12 i 13 maja 1991 – Jan Paweł II udał się do Fatimy w 10. rocznicę zamachu[104][83]
- 13 maja 2000 – Jan Paweł II podczas swojej 3. podróży do Fatimy beatyfikował Franciszka i Hiacyntę oraz upublicznił treść trzeciej tajemnicy fatimskiej[105]
- 13 lutego 2005 – umiera Łucja[82]
- 12, 13 i 14 maja 2010 – Benedykt XVI nawiedził sanktuarium w ramach swojej 15. pielgrzymki apostolskiej
- 12 i 13 maja 2017 – papież Franciszek przybył do sanktuarium, aby uczcić 100. rocznicę pierwszego objawienia. Kanonizował także Franciszka i Hiacyntę Marto[87].

## Objawienia fatimskie w filmie
Na temat objawień fatimskich powstały zarówno filmy fabularne, jak i dokumentalne w tym:
- Święta Pani z Fatimy (1951) – film fabularny w reżyserii Rafaela Gila[106]
- Objawienia Matki Boskiej Fatimskiej (1952) – film fabularny w reżyserii Johna Brahma[107]
- Objawienia w Fatimie (1991) – film fabularny w reżyserii Daniela Costellego
- Fatima. Objawienia Maryi (1997) – film fabularny w reżyserii Fabrizia Costy[106]
- 13-ty dzień (2009) – film w reżyserii Iany i Dominika Higginsów[108][109]
- Fatima: Ostatnia tajemnica (2017) – film dokumentalny w reżyserii Andrésa Garrigó
- Fatima (2020) – film fabularny w reżyserii Marco Pontecorvo[110][111].